# Pierre du Pont IV
Pour les articles homonymes, voir Du Pont (homonymie).
Pierre Samuel du Pont IV, né le 22 janvier 1935 à Wilmington dans le Delaware et mort le 8 mai 2021 dans la même ville, est un homme politique américain républicain. Il a été gouverneur de l'État du Delaware entre 1977 et 1985.

## Biographie
Il a été candidat à l'investiture du parti républicain en 1988.